# Tarde para la ira
Tarde para la ira is een Spaanse film uit 2016, geregisseerd door Raúl Arévalo.

## Verhaal
Na acht jaar in de gevangenis te hebben gezeten voor een overval op een juwelier, komt Curro vrij uit de gevangenis. Hij wil niets liever dan een nieuw leven beginnen met zijn vriendin Ana en hun zoontje. Dan komt hij José tegen, een man van weinig woorden die hele andere plannen heeft voor Curro.

## Rolverdeling
| Acteur              | Personage |
| ------------------- | --------- |
| Antonio de la Torre | José      |
| Luis Callejo        | Curro     |
| Alicia Rubio        | Carmen    |
| Ruth Díaz           | Ana       |
| Font García         |           |
| Raúl Jiménez        | Juanjo    |
| Chani Martín        |           |
| Manolo Solo         | Triana    |

## Ontvangst

### Recensies
Op Rotten Tomatoes geeft 100% van de 9 recensenten de film een positieve recensie, met een gemiddelde score van 7,81/10. De Volkskrant gaf de film 3 sterren en schreef: "The Fury of a Patient Man is een slim geschreven en elektrisch geladen wraakfilm. De personages missen wat diepte, maar acteurs Antonio de la Torre en Luis Callejo compenseren dat ruimschoots." NRC gaf de film 2 sterren.

### Prijzen en nominaties
Een selectie:
| Jaar | Evenement                       | Categorie                          | Genomineerde                          | Resultaat   |
| ---- | ------------------------------- | ---------------------------------- | ------------------------------------- | ----------- |
| 2016 | Venetië (73ste editie)          | Orrizonti-prijs voor beste film    | Tarde para la ira                     | Genomineerd |
| 2016 | Venetië (73ste editie)          | Orrizonti-prijs voor beste actrice | Ruth Díaz                             | Gewonnen    |
| 2017 | Premios Goya (31ste uitreiking) | Beste film                         | Tarde para la ira                     | Gewonnen    |
| 2017 | Premios Goya (31ste uitreiking) | Beste acteur                       | Luis Callejo                          | Genomineerd |
| 2017 | Premios Goya (31ste uitreiking) | Beste acteur                       | Antonio de la Torre                   | Genomineerd |
| 2017 | Premios Goya (31ste uitreiking) | Beste mannelijke bijrol            | Manolo Solo                           | Gewonnen    |
| 2017 | Premios Goya (31ste uitreiking) | Beste debuterend acteur            | Raúl Jiménez                          | Genomineerd |
| 2017 | Premios Goya (31ste uitreiking) | Beste debuterend actrice           | Ruth Díaz                             | Genomineerd |
| 2017 | Premios Goya (31ste uitreiking) | Beste origineel scenario           | Raúl Arévalo, David Pulido            | Gewonnen    |
| 2017 | Premios Goya (31ste uitreiking) | Beste debuterend regisseur         | Raúl Arévalo                          | Gewonnen    |
| 2017 | Premios Goya (31ste uitreiking) | Beste camerawerk                   | Arnau Valls Colome                    | Genomineerd |
| 2017 | Premios Goya (31ste uitreiking) | Beste montage                      | Ángel Hernández Zoido                 | Genomineerd |
| 2017 | Premios Goya (31ste uitreiking) | Beste kostuums                     | Cristina Rodríguez, Alberto Valcárcel | Genomineerd |